# Kádievka
Kádievka (en ucraniano: Кадіївка, romanizado: Kádiivka; en ruso: Кaдиевка) es una ciudad ucraniana perteneciente al óblast de Lugansk. Situada en el este del país, hasta 2020 era una ciudad de importancia regional, pero hoy es parte del raión de Alchevsk y centro del municipio (hromada) homónimo. Sin embargo, según el sistema administrativo ruso que ocupa y controla la región, Kádievka sigue siendo una ciudad de importancia regional. Durante la era soviética y hasta 2016, cuando se cambió su denominación de acuerdo con las leyes de descomunización de Ucrania, se llamaba Stajánov (en ucraniano: Стахaнов; en ruso: Стаханов).
Kádievka forma parte de la aglomeración Alchevsk-Kádievka, en el Dombás, que cuenta con más de medio millón de habitantes. La ciudad se encuentra ocupada por Rusia desde la guerra del Dombás, siendo administrada como parte de la de facto República Popular de Lugansk y luego ilegalmente integrada en Rusia como parte de la República Popular de Lugansk rusa.

## Toponimia
Antes de 1937, la ciudad se conocía como Kádievka. De 1937 a 1940, la ciudad recibió el nombre de Sergó (en ucraniano: Серго) en honor al líder bolchevique Sergó Ordzhonikidze, y luego, de 1940 a 1978, la ciudad volvió a ser conocida como Kadievka. El 15 de febrero de 1978, la ciudad pasó a llamarse Stájanov en honor al renombrado minero soviético Alekséi Stájanov, quien comenzó su carrera allí.
El 12 de mayo de 2016, la Rada Suprema de Ucrania dentro del proceso de descomunización cambió su nombre legal de nuevo al histórico Kádievka, aunque el gobierno de la RPL no reconoce la decisión y sigue usando el nombre soviético.

## Geografía
Kádievka está a orillas del río Komishuvaja, 50 km al este de Lugansk.

## Historia
El nombre de Kádievka aparece por primera vez a fines de 1807, cuando el jefe de la oficina de correos y telégrafos en ese momento llamó a esta ciudad en su telegrama en honor a su hijo, Kadi (Kady, es decir, un diminutivo del nombre Arkadi). Entre los residentes, este nombre arraigó y posteriormente se estableció a nivel oficial. La ciudad surgió a fines del siglo XIX en el sitio de la mina Shubinka en el valle del río Komishuvaja. En el mismo año se instaló junto a la estación de Almazna la planta metalúrgica de Almazna, cuyo primer alto horno se puso en funcionamiento en 1899. 
En el asentamiento se publica un periódico local desde septiembre de 1930. Kádievka tiene el estatus de ciudad desde 1932.
Durante la Segunda Guerra Mundial, la ciudad fue ocupada por tropas alemanas desde julio de 1942 hasta septiembre de 1943. Un campo de trabajo soviético para prisioneros de guerra alemanes funcionó en Kádievka durante la guerra.
En 1978, tras la muerte del minero Alekséi Stajánov, la ciudad pasó a denominarse Stajánov en honor de este, ya que fue el mayor exponente del estajanovismo. La explotación de la hulla es la industria dominante de la ciudad. En 1985, la ciudad recibió la Orden de la Bandera Roja del Trabajo. En enero de 1989, la población era de 112.023 personas, mientras que las mayores empresas industriales eran minas de carbón, obras de construcción de vagones de ferrocarril, planta de ferroaleaciones y una planta química de coque.

### Guerra del Dombás (2014-2022)
Las primeras manifestaciones separatistas en Stajánov se registraron el 17 de abril de 2014, cuando terroristas intentaron tomar la sede policial. La noche del 27 de abril, víspera de la proclamación de la República Popular de Lugansk, un grupo armado de militantes llegó a la ciudad.
La ciudad ha estado bajo el control de la autoproclamada República Popular de Lugansk desde principios de 2014 y de la guerra del Dombás. A partir de mediados de abril de 2014, los separatistas prorrusos capturaron varias ciudades en los óblasts de Donetsk y Lugansk; se hicieron cargo de Kádievka el 2 de mayo de 2014.
Según informes del 16 de septiembre de 2014, la ciudad, que había sido ocupada por cosacos del Don afiliados a la República Popular de Lugansk, se separó de la RPL el 14 de septiembre. Se dijo que los cosacos proclamaron allí la República socialista neosoviética de Stájanov, y que un "gobierno cosaco" ahora gobernaba en Kádievka. Sin embargo, al día siguiente se afirmó que esto era una invención, y un líder anónimo de los cosacos del Don declaró que la reunión del 14 de septiembre, de hecho, resultó en que 12.000 cosacos se ofrecieran como voluntarios para unirse a las fuerzas de RPL.
En octubre de 2015, la Misión Especial de Monitoreo de la OSCE en Ucrania abrió una Base de Patrulla Avanzada en la ciudad, lo que significa que un pequeño número de testigos internacionales tiene su base permanente aquí.
El 12 de mayo de 2016, el parlamento nacional de Ucrania, la Rada Suprema, decidió devolver a la ciudad el nombre histórico de Kádievka como parte de sus leyes de descomunización de Ucrania.

### Invasión rusa de Ucrania (2022-presente)
Después de los referéndums de anexión en la Ucrania ocupada por Rusia en 2022, Rusia reclamó Kádievka como parte de su estado. El 10 de junio de 2022 o poco antes, el ejército ucraniano destruyó una base del Grupo Wagner ubicada en el estadio de Kádievka. Un mercenario de Wagner sobrevivió mientras que 22 o más murieron. Rusia no confirmó de inmediato este informe. El 11 de diciembre de 2022, surgieron informes de un nuevo ataque contra mercenarios del Grupo Wagner en Kádievka, en un hotel.

## Demografía
La evolución de la población de Kádievka entre 1923 y 2022 fue la siguiente:
| 8292                                                          | 17 837 | 134 920 | 180 205 | 137 138 | 108 043 | 112 023 | 90 152 | 84 427 | 77 593 | 75 928 | 74 546 | 73 248 |
| (Fuente: Cities & Towns of Ukraine y UKRAINE: Größere Städte) |        |         |         |         |         |         |        |        |        |        |        |        |

Según el censo de 2001, el 46,1% de la población son ucranianos, el 50,1% son rusos y el resto de minorías son principalmente bielorrusos (1%). En cuanto al idioma, la lengua materna de la mayoría de los habitantes, el 85,3%, es el ruso; del 13% es el ucraniano.

## Economía
La ciudad recibe los principales ingresos de los empresarios privados, la metalurgia y la ingeniería mecánica. Hay varias fábricas grandes en la ciudad: una planta de construcción de automóviles, la planta de ferroaleaciones Stajánov, una planta de negro de carbón, más de cien pequeñas empresas y talleres. A partir de 2022, la industria de Kádievka está completamente paralizada.
La economía de la ciudad está experimentando una aguda escasez de fondos y mano de obra, así como de equipamiento municipal, que para el verano de 2022 está muy desgastado. En este sentido, la ciudad de Omsk, que forma parte de Rusia, tomó el patrocinio de Kádievka y comenzó a financiarlo con los ingresos fiscales de los habitantes del óblast de Omsk.

## Infraestructura

### Transporte
Kádievka se encuentra cerca de la estación de trenes Stajánov.
La ciudad anteriormente tenía transporte urbano eléctrico en forma de tranvías y trolebuses. El tráfico de tranvías se abrió el 15 de febrero de 1937 y el tráfico de trolebuses se abrió el 1 de marzo de 1970. El tráfico de tranvías se cerró el 11 de noviembre de 2007 y el tráfico de trolebuses se cerró el 31 de agosto de 2011, mientras que en otro lugar se informó que se suspendió el 11 de septiembre de 2008, con sus nuevos trolebuses LAZ comprados por Antratsit. Con el paso de los años, el número de tranvías se redujo de 38 en 1973 a 4 en 2007, de los cuales solo 2 circularían.

## Cultura

### Arte
Anteriormente, había dos cines en la ciudad: el cine Shájtar y el cine Mir. El primero se convirtió en una tienda ATB-Market, el segundo se quemó en un incendio en el verano de 2019. Hay un museo histórico y de arte, 5 escuelas de arte para niños, así como varios clubes y centros de cultura y arte. También hay un Palacio de la Cultura de la ciudad, la Casa de los Pioneros, el centro cultural y de entretenimiento Nika.

### Deportes
Hay tres estadios en la ciudad (Pobeda, Yunost y Vajonobudivnik), una piscina y dos escuelas deportivas complejas.

## Personas ilustres
- Grisha Filipov (1919–1994): político búlgaro y figura preeminente del Partido Comunista de Bulgaria.
- Irina Levchenko (1924-1976), militar y escritora soviética
- Ígor Gubski (1954-2022): artista ucraniano que es uno de los pocos artistas destacados como un brillante representante de la escuela ucraniana del siglo XX.
- Valeri Bólotov (1970-2017): político ruso y ucraniano, líder de la RPL entre mayo y agosto de 2014.
- Olexi Kasianov (1985): atleta ucraniano, especialista en la prueba de decatlón en la que llegó a ser subcampeón europeo en 2012.

## Galería

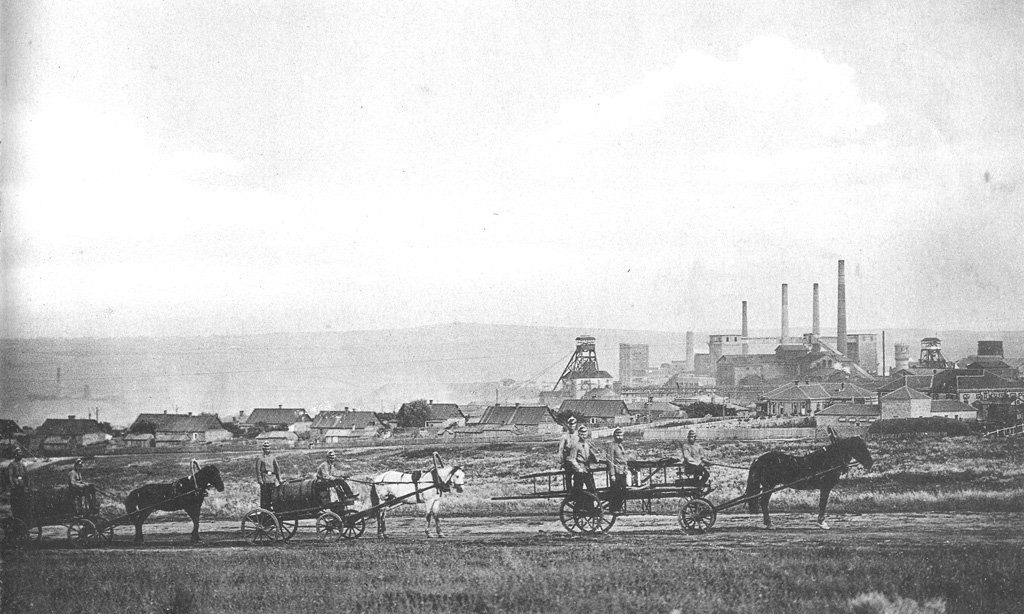
Kádievka a principios del siglo XX
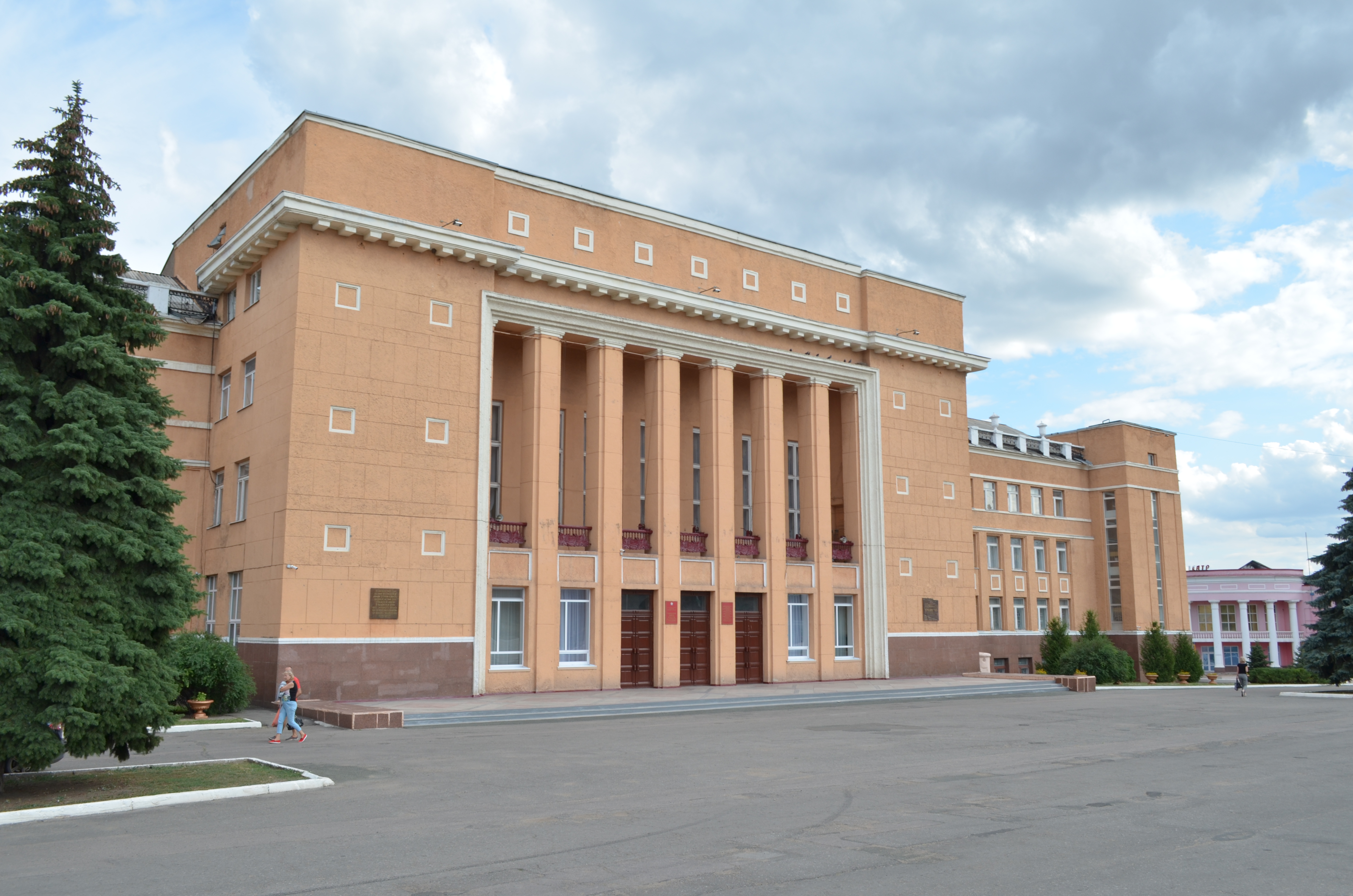
Palacio de la cultura de Kádievka
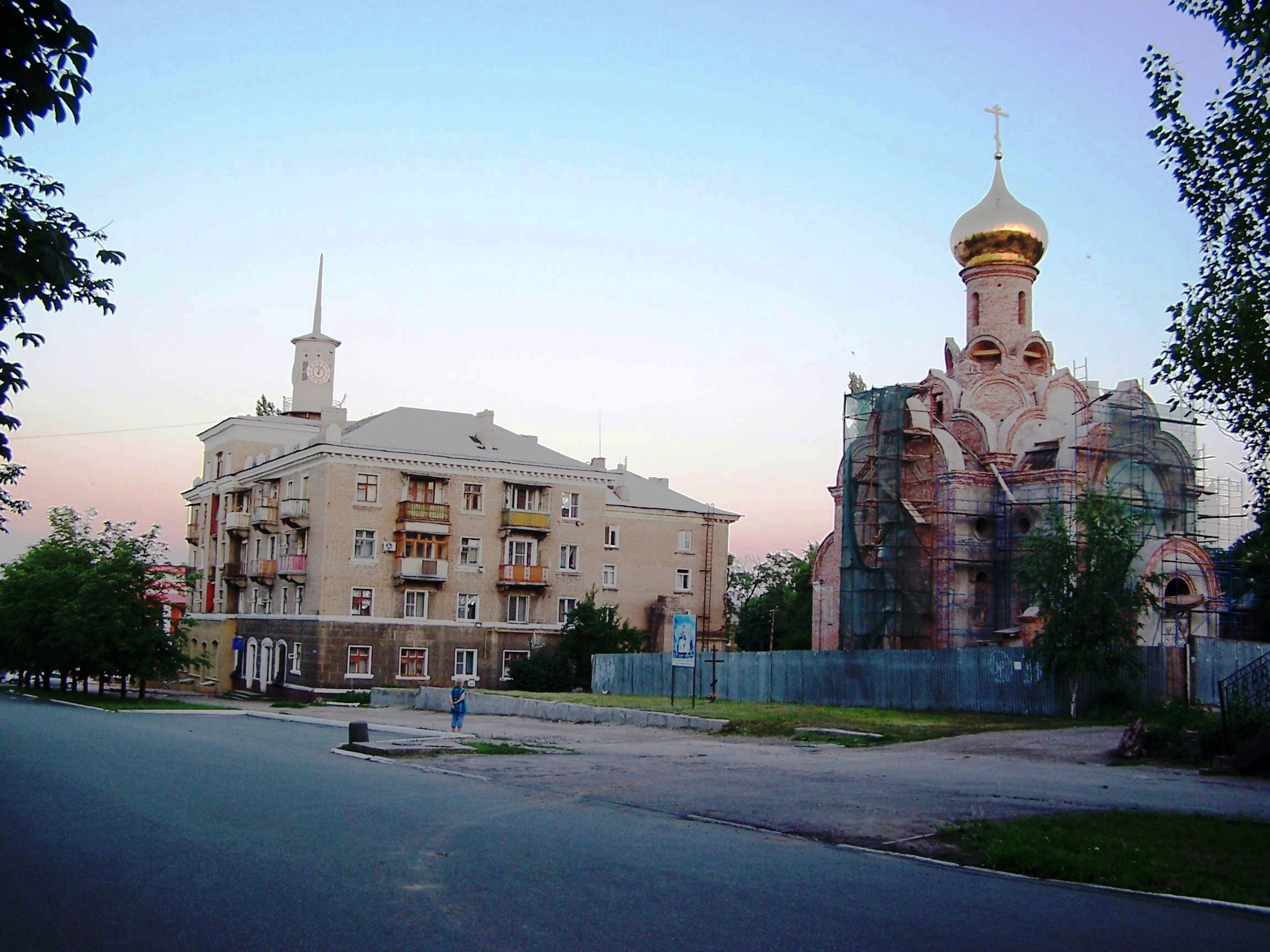
Catedral de Kádievka
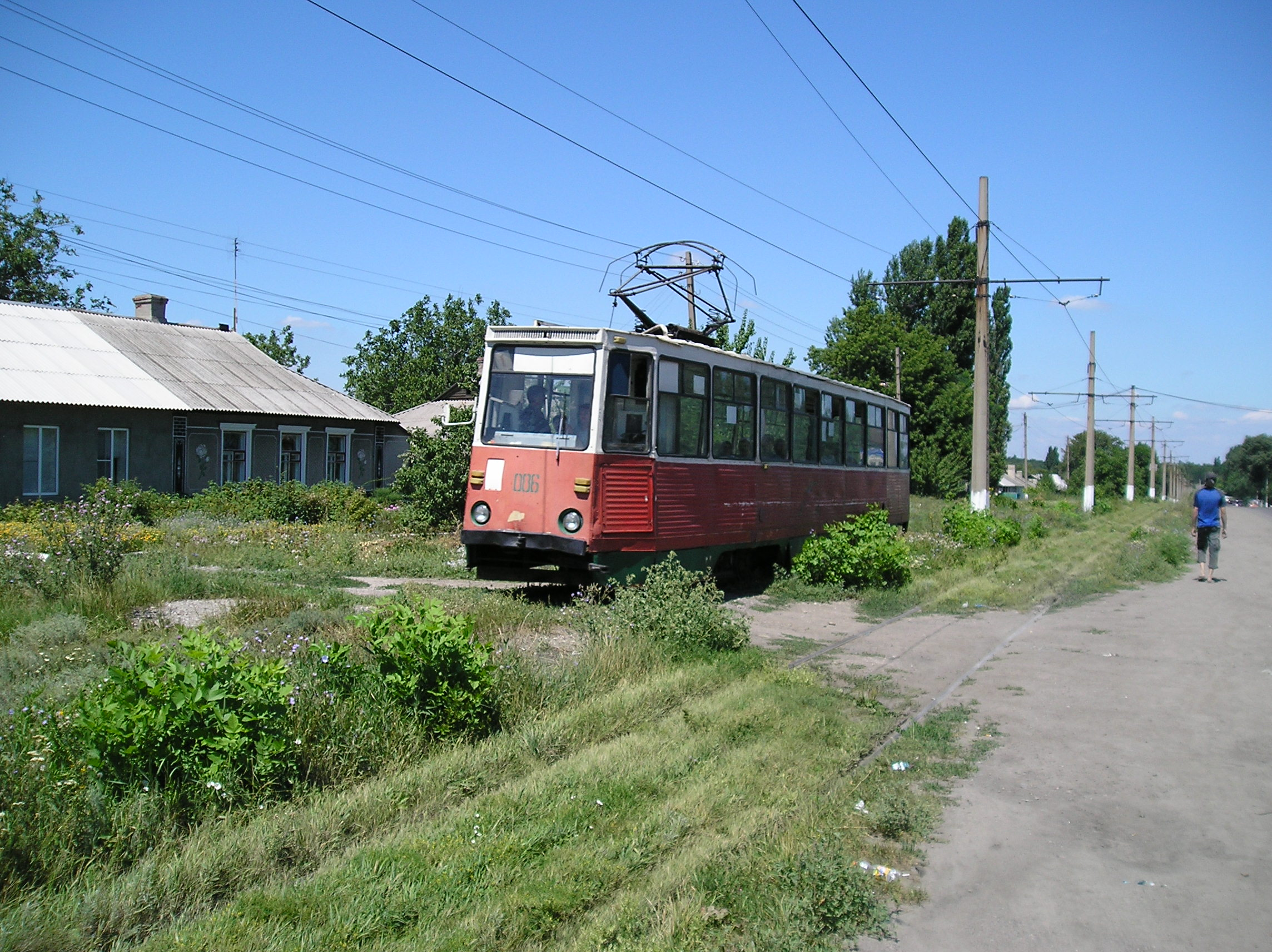
Tramvía en la línea Kádievka-Irmino
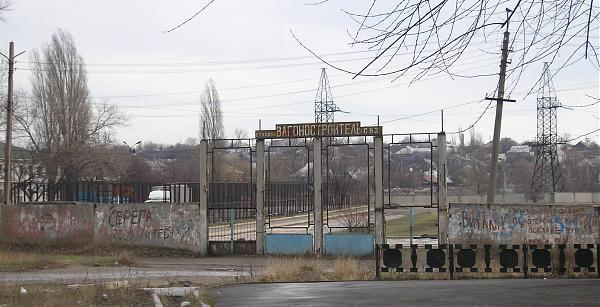
Estadio Vajonobudivnik de Kádievka